# Peko Dapčević
Petar "Peko" Dapčević (Ljubotinj, avui Cetinje, 25 de juny de 1913 - Belgrad, 10 de febrer de 1999) va ser un militar i militant comunista iugoslau que va participar en la Guerra Civil espanyola enrolat en les Brigades Internacionals, i en la Segona Guerra Mundial al capdavant del Grup I del Exèrcit Partisà d'Alliberament.
El Grup I liderat per Dapčević participà, juntament amb l'Exèrcit Roig comandat pel general Zhdanov, en l'alliberament de Belgrad el 20 d'octubre de 1944. El 1953 Dapčević fou nomenat Cap de l'Estat Major de l'Exèrcit Popular Iugoslau, però va haver d'abandonar el càrrec en ser relacionat amb el general dissident Milovan Đilas.
Alguns analistes militars han considerat Dapčević "un geni militar de la guerra de guerrilles".

## Formació
Nascut en el llogaret de Ljubotinj, vora Cetinje, aleshores al Regne de Montenegro, Peko va tenir tres germans; un dels quals, Vlado, també fou un partisà comunista. Des de jove va participar en esdeveniments revolucionaris, cosa que li van suposar ser arrestat sovint.
Després d'acabar la secundària es va matricular en la Facultat de Dret de la Universitat de Belgrad, i el 1933 es va afiliar al Partit Comunista de Iugoslàvia. Tres anys més tard va tornar a Cetinje com a membre del Comitè de Districte del Partit Comunista, treballant en la creació i l'enfortiment de l'organització.

## Guerra Civil espanyola
Al maig de 1937, juntament amb un grup de comunistes iugoslaus, es va traslladar a Espanya, per participar en la Guerra Civil espanyola al costat del Bàndol republicà. Quatre dels brigadistes iugoslaus que van combatre en les Brigades Internacionals van acabar dirigint els quatre grups de l'Exèrcit Partisà d'Alliberament que va combatre els nazis en la Segona Guerra Mundial: Peko Dapčević el 1r, Koča Popović el 2n, Kosta Nađ el 3r, i Petar Drapšin el 4t.
Després d'un curt període de capacitació, ingressà en el Batalló Đuro Đaković de la XV Brigada Internacional. En el front de Madrid, va ser ferit en el cap durant la batalla de Brunete. Després d'una convalescència es va reincorporar al front, demostrant una gran capacitat militar que li va valer per aconseguir el grau de tinent de l'Exèrcit Popular Republicà. Va ser ferit de nou durant la batalla de l'Ebre el 1938, i no s'incorporaria més al camp de batalla.
Al febrer de 1939, quan ja s'havia consumat la derrota republicana, va travessar al costat d'altres voluntaris la frontera francesa. Va ser ingressat per les autoritats franceses, juntament amb altres combatents de les Brigades Internacionals, al Camp de concentració d'Argelers. Posteriorment fou traslladat al Castell de Cotlliure, d'on aconseguí escapar el 1940 per a, a través d'Àustria, tornar a Iugoslàvia.

## Segona Guerra Mundial
Immediatament després de tornar a Iugoslàvia, va ser detingut a Sombor i traslladat a Montenegro, però va aconseguir escapar en l'estació de Nikšić. Allí es va posar en contacte amb membres del Partit Comunista, participant activament en els preparatius de la revolta.
Les seves primeres accions en la Segona Guerra Mundial van ser contra unitats italianes, aconseguint el seu grup importants danys sobre columnes i batallons motoritzats de la divisió "Messina". Com a membre de l'Estat Major i comandant del destacament partisà de Lovćen, va unificar el comandament dels batallons i destacaments en territori montenegrí. A principis de 1942, va ser nomenat Comandant en Cap del Destacament Partisà de Montenegro. Des de llavors, les unitats sota el seu comandament van lliurar una dura batalla en tota l'àrea de Montenegro contra diverses divisions italianes, algunes unitats txetnik i forces separatistes montenegrines.
Després, les seves unitats van participar en la campanya de Bòsnia. A mitjan juliol, van prendre Hadžići (en la línia Sarajevo- Mostar) i Gornji Vakuf, però van quedar estancats en Bugojno. Després, va dirigir la lluita contra les forces alemanyes, participant al setembre en l'atac a Jajce, i en intensos combats en tota l'àrea de Bòsnia Central. A l'abril, va participar en la batalla del Neretva, al juny en la batalla de Sutjeska, i a l'octubre en l'alliberament de Mrkonjić Grad.
A l'octubre de 1943, Peko es va convertir en comandant del II Cos de l'Exèrcit Partisà. Sota el seu comandament, el cos es va convertir en una de les unitats més reeixides del seu exèrcit. En la tardor de la 1943, va participar en l'alliberament de la majoria del territori de Montenegro, Hercegovina i el Sandžak, sent fustigats pels alemanys en l'Operació Kugelblitz. Després va dirigir el Cos en intensos combats en l'operació Drina-Lim en la primavera de 1944. Després de penetrar en Sèrbia i alliberar un territori considerable en la conca del Morava, va ser nomenat comandant del Primer Exèrcit, que va dur a terme les operacions per a l'alliberament de l'oest de Sèrbia, Belgrad i Šumadija.
Al capdavant del seu exèrcit, va participar en l'alliberament de Belgrad, en una operació conjunta amb l'Exèrcit Roig, que va liquidar l'última resistència dels alemanys a la capital el 14 de novembre de 1944. Les dues forces van llançar al setembre operacions separades però coordinades, que van ser suficients per desallotjar als alemanys de la zona.

## Postguerra
Després de la guerra, es traslladà a Moscou, on el 1948 es va graduar a l'escola d'oficials de l'Acadèmia Voroixílov. Després de tornar de la Unió Soviètica fins a 1953, va exercir com a diputat, i des d'aquest any a 1955 com a Cap d'Estat Major de l'Exèrcit Popular Iugoslau, càrrec que va haver de deixar per problemes relacionats amb el cas Milovan Đilas. Després va exercir com a Secretari de Transports i Comunicacions i Ambaixador a Grècia, a més de prendre part en un gran nombre de missions diplomàtiques.
Peko estava casat amb l'actriu Milena Vrsjakov, amb qui va tenir una filla (Milica) i un fill (Vuk). Va morir a Belgrad el 10 de febrer de 1999, i fou enterrat en el Cementiri Nou de la capital sèrbia.

## Obra literària
Dapčević escriví alguns llibres basats en les seves vivències militars:
- „Рат у Кореји“ (La guerra de Corea) Belgrad, 1951.
- „Значај и снага маневра“ (La importància i el poder de maniobra) Belgrad, 1954.
- „Како смо водили рат“ (Com portem la guerra) Belgrad, 1956.
- „Тактика партизанских одреда и бригада“ (Tàctiques i brigades partisanes) Belgrad, 1961.
- „Мале ратне приче“ (Històries humanes de la guerra) Belgrad, 1961.
- „Од Пиринеја до Цетиња“ ("Dels Pirineus a Cetinje) Belgrad, 1981.
- „Казивања о Београдској операцији“ (Un relat sobre l'Operació Belgrad)